# Kawai, Nara
Kawai (japanska: 河合町?, Kawai-chō) är en landskommun (köping) i Nara prefektur i Japan.  
I nordöstra delen av kommunen finns shinto-helgedomen Hirose-taisha.